# Система контроля и управления доступом
Система контроля и управления доступом, СКУД (англ. Physical Access Control System, PACS) — совокупность программно-аппаратных технических средств контроля и средств управления, имеющих целью ограничение и регистрацию входа-выхода объектов (людей, транспорта) на заданной территории через «точки прохода»: двери, ворота, КПП.
Основная задача — управление доступом на заданную территорию (кого пускать, в какое время и на какую территорию), включая также:
- ограничение доступа на заданную территорию;
- идентификацию лица, имеющего доступ на заданную территорию.

Дополнительные задачи:
- учёт рабочего времени;
- расчет заработной платы (при интеграции с системами бухгалтерского учёта);
- ведение базы персонала / посетителей;
- интеграция с системой безопасности, например:
  - с системой видеонаблюдения для совмещения архивов событий систем, передачи системе видеонаблюдения извещений о необходимости стартовать запись, повернуть камеру для записи последствий зафиксированного подозрительного события;
  - с системой охранной сигнализации (СОС), например, для ограничения доступа в помещения, стоящие на охране, или для автоматического снятия и постановки помещений на охрану.
  - с системой пожарной сигнализации (СПС) для получения информации о состоянии пожарных извещателей, автоматического разблокирования эвакуационных выходов и закрывания противопожарных дверей в случае пожарной тревоги.

На особо ответственных объектах сеть устройств СКУД выполняется физически не связанной с другими информационными сетями.

## История
Разработка и совершенствование систем контроля доступа имеет длительную историю. Появление систем электрической сигнализации, ЭВМ и автоматизированных систем управления сделало возможным создание автоматизированных систем СКУД. В качестве примера можно привести болгарскую систему АСКОП-200, разработанную Софийским заводом вычислительной техники и введённую в эксплуатацию в 1979 году (которая обеспечивала контрольно-пропускной режим на промышленных предприятиях). Система включала в себя ЭВМ, обеспечивавшую идентификацию и регистрацию до 10 тысяч карточек-пропусков.

## Преграждающие устройства
Устанавливаются на двери:
- Электрозащёлки — их обычно устанавливают на внутренние двери (внутриофисные и т. п.) Электрозащёлки, как и другие типы замков, бывают открываемые напряжением (то есть дверь открывается при подаче напряжения питания на замок), и закрываемые напряжением (открываются, как только с них снимается напряжение питания, поэтому рекомендованы для использования пожарной инспекцией).
- Электромагнитные замки — практически все запираются напряжением, то есть пригодны для установки на путях эвакуации при пожаре.
- Электромеханические замки — достаточно устойчивы ко взлому (если замок прочный механически), многие имеют механический перевзвод (это значит, что если на замок подали открывающий импульс, он будет разблокирован до тех пор, пока дверь не откроют).

Устанавливаются на проходах/проездах:

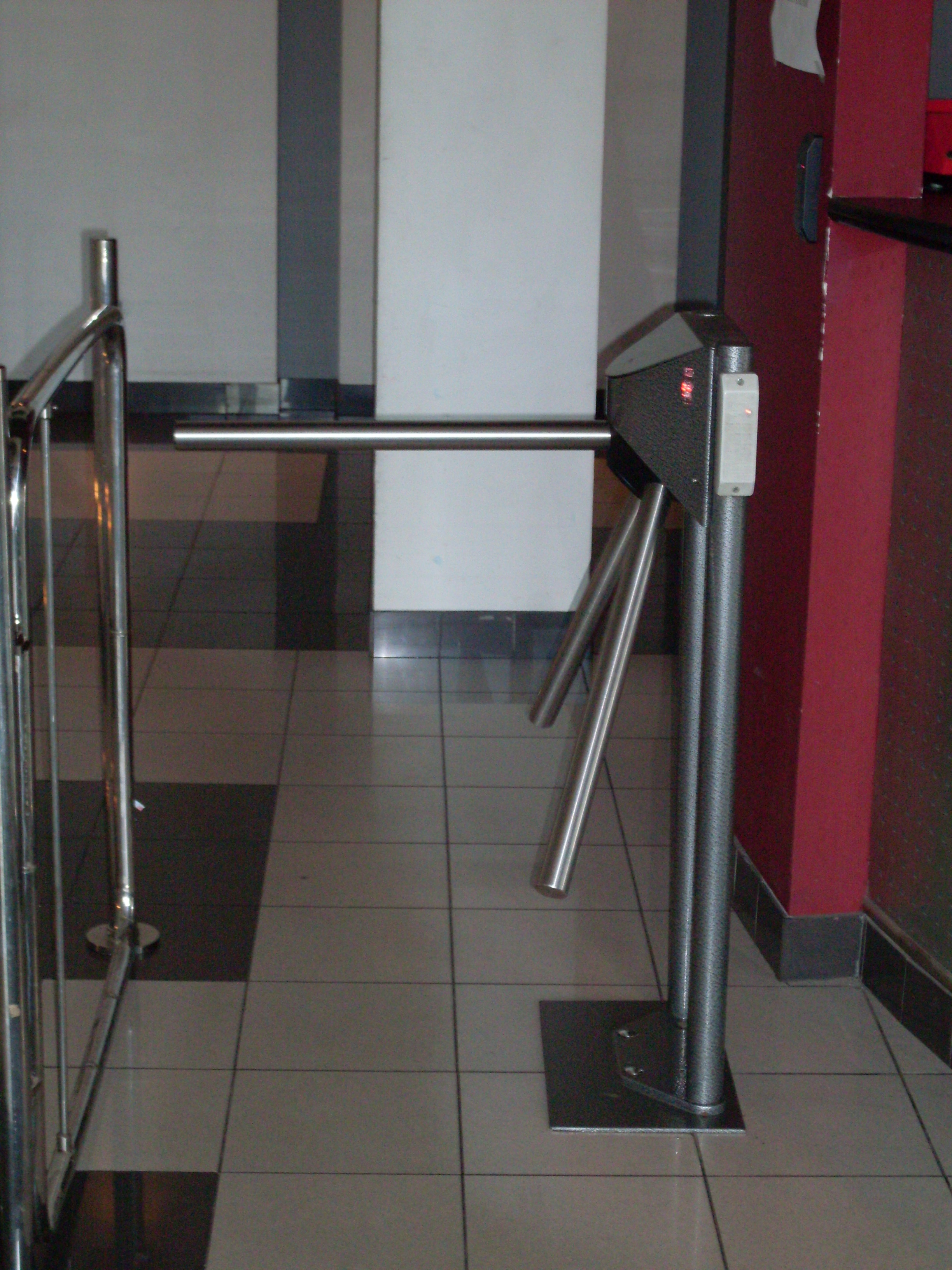
Турникет-трипод поясной со считывателем системы контроля доступа

- Турникеты — используются на проходных предприятий, общественно значимых объектах (стадионы, вокзалы, метро, некоторые госучреждения) — везде, где требуется организовать контролируемый проход большого количества людей. Турникеты делятся на два основных типа: поясные и полноростовые. Если рядом с турникетом нет быстро открывающегося свободного прохода (на случай пожара), поясной турникет должен быть оборудован т. н. планками «антипаника» — планками, переламывающимися усилием нормального человека (требование пожарной инспекции).
- Шлюзовые кабины — используются в банках, на режимных объектах (на предприятиях с повышенными требованиями к безопасности).
- Ворота и шлагбаумы — в основном, устанавливаются на въездах на территорию предприятия, на автомобильных парковках и автостоянках, на въездах на придомовую территорию, во дворы жилых зданий. Основное требование — устойчивость к климатическим условиям и возможность автоматизированного управления (при помощи системы контроля доступа). Когда речь идёт об организации контроля доступа проезда, к системе предъявляются дополнительные требования — повышенная дальность считывания меток, распознавание автомобильных номеров (в случае интеграции с системой видеонаблюдения).
- Автоматические дорожные барьеры — используются для гарантированного предотвращения несанкционированного проезда автотранспорта на защищаемую территорию. Являются мерами антитеррористической защиты, поскольку проезд через поднятый барьер приводит к разрушению подвески автомобиля.

## Идентификатор
Основные типы исполнения — карточка, брелок, метка. Является базовым элементом системы контроля доступа, поскольку хранит код, который служит для определения прав («идентификации») владельца. Это может быть Touch memory, бесконтактная карта (например, RFID-метка), или устаревающий тип карт с магнитной полосой. В качестве идентификатора могут выступать также коды, вводимые на клавиатуре, или отдельные биометрические признаки человека — отпечаток пальца, рисунок сетчатки или радужной оболочки глаза, трехмерное изображение лица.
Надежность (устойчивость к взлому) системы контроля доступа в значительной степени определяется типом используемого идентификатора: например, наиболее распространенные бесконтактные карты могут подделываться в мастерских по изготовлению ключей на оборудовании, имеющемся в свободной продаже. Поэтому для объектов, требующих более высокого уровня защиты, подобные идентификаторы не подходят. Принципиально более высокий уровень защищенности обеспечивают RFID-метки, в которых код карты хранится в защищённой области и шифруется.
Кроме непосредственного использования в системах контроля доступа, RFID-метки широко применяются и в других областях. Например, в локальных расчетных системах (оплата обедов в столовой и других услуг), системах лояльности и так далее.

## Контроллер

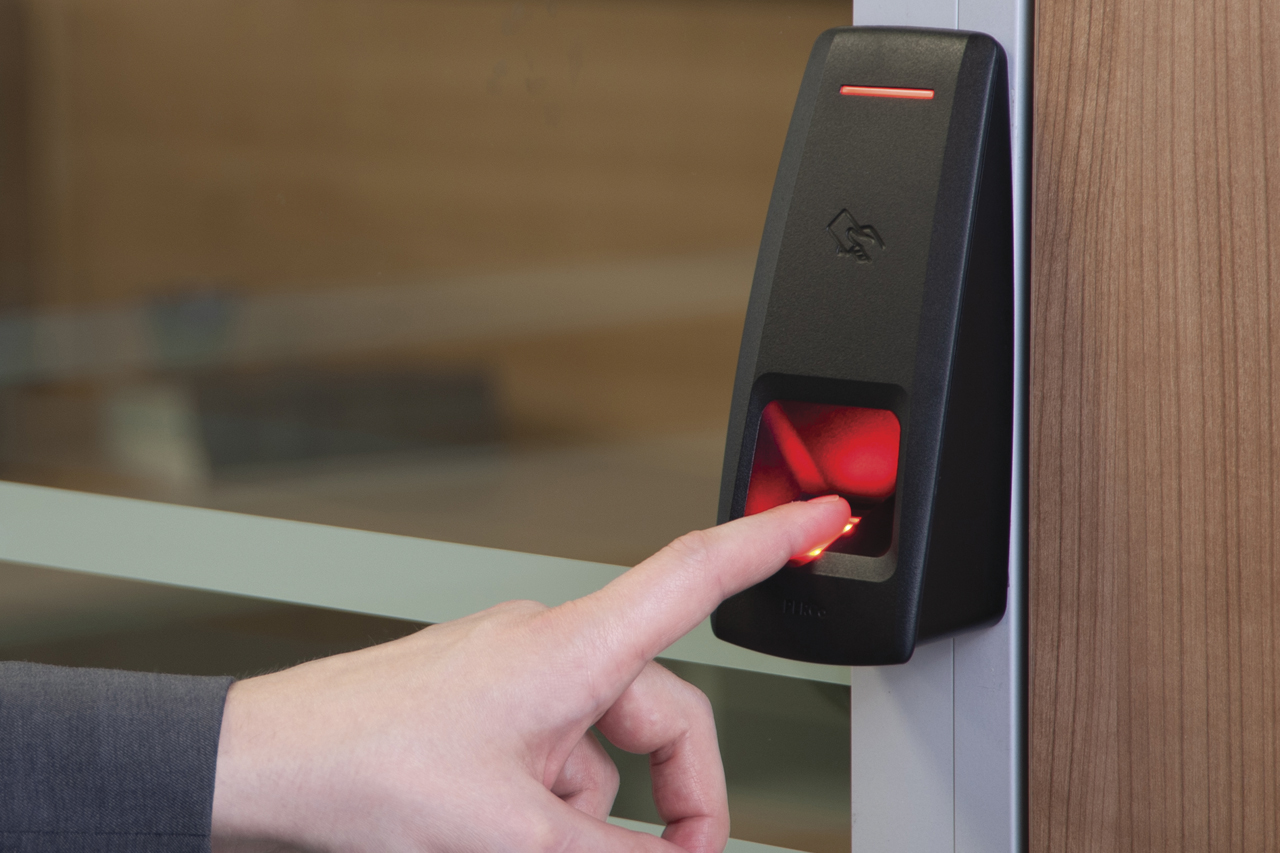
Биометрический контроллер со встроенным считывателем PERCo CL15

Автономный контроллер — это «мозг» системы: именно контроллер определяет, пропустить или нет владельца идентификатора, поскольку хранит коды идентификаторов со списком прав доступа каждого из них в собственной энергонезависимой памяти. Когда человек предъявляет (подносит к считывающему устройству) идентификатор, считанный из него код сравнивается с хранящимся в базе, на основании чего принимается решение об открытии двери.
Сетевой контроллер объединяется в единую систему с другими контроллерами и компьютером для возможности централизованного контроля и управления. В таком случае решение о предоставлении доступа может приниматься как контроллером, так и программным обеспечением головного компьютера. Чаще всего объединение контроллеров в сеть осуществляется посредством промышленного интерфейса RS-485 или локальной сети Ethernet.
В случаях, когда необходимо обеспечить работу контроллера при авариях электросети, блок контроллера обеспечивается собственным аккумулятором, либо внешним блоком резервного питания. Время работы от аккумулятора может составлять от нескольких часов до нескольких суток.

## Считыватель

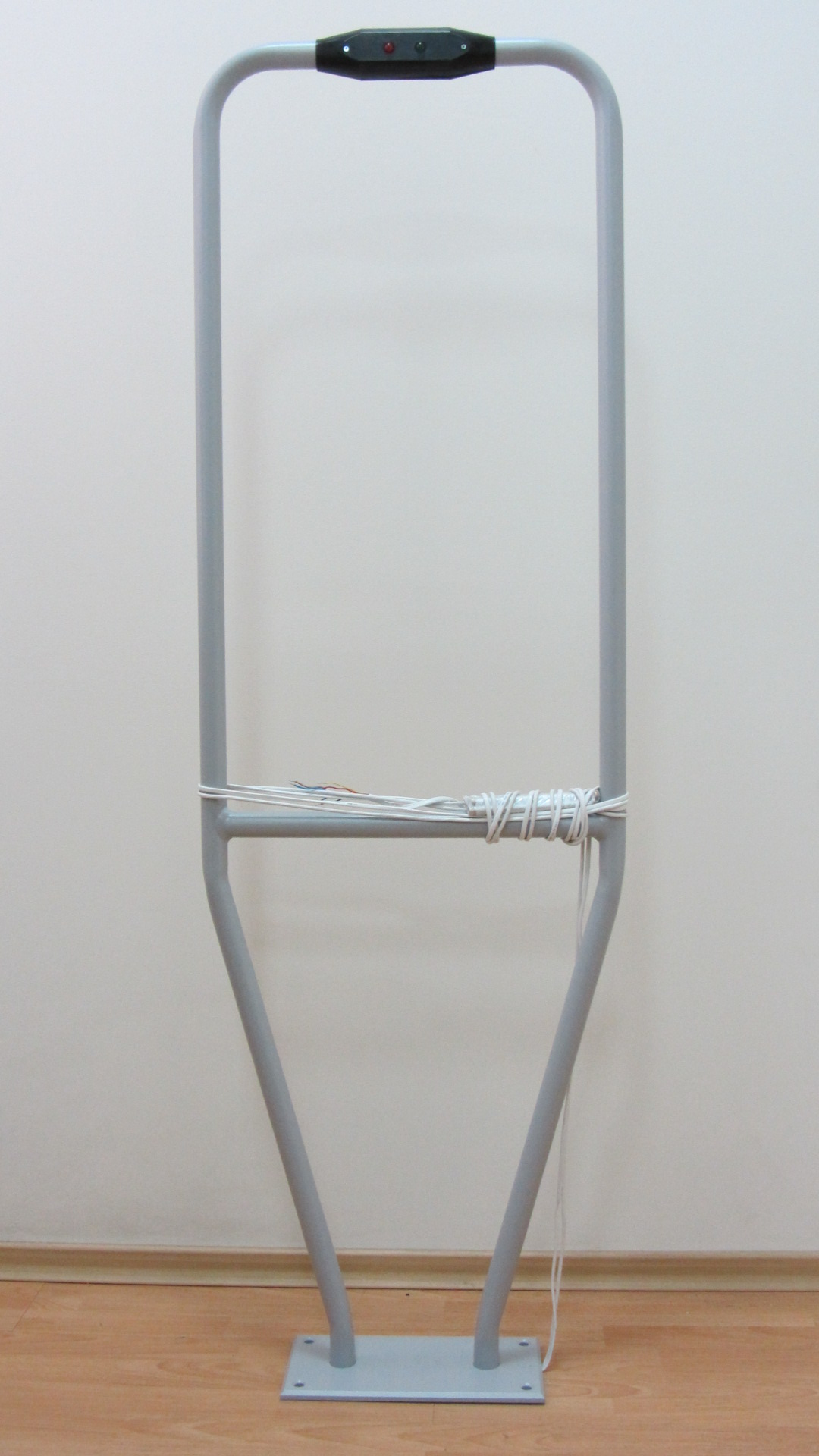
Считыватель с увеличенной дальностью считывания Parsec

Это устройство, которое получает («считывает») код идентификатора и передает его в контроллер. Варианты исполнения считывателя зависят от типа идентификатора: для «таблетки» — это два электрических контакта (в виде «лузы»), для proximity-карты — это электронная плата с антенной в корпусе, а для считывания, например, рисунка радужной оболочки глаза в состав считывателя должна входить камера. Если считыватель устанавливается на улице (ворота, наружная дверь здания, проезд на территорию автостоянки), то он должен выдерживать климатические нагрузки — перепады температур, осадки — особенно, если речь идет об объектах в районах с суровыми климатическими условиями. А если существует угроза вандализма, необходима ещё и механическая прочность (стальной корпус). Отдельно можно выделить считыватели для дальней идентификации объектов (с расстоянием идентификации до 50 м.). Такие системы удобны на автомобильных проездах, парковках, на въездах на платные дороги и т. п. Идентификаторы (метки) для таких считывателей, как правило, активные (содержат встроенную батарейку).
Биометрические терминалы распознания лиц, отпечатков пальцев, рисунка вен и т.д. также используются в качестве считывателей для СКУД. Одним из производителей данного оборудования, применяемого в качестве считывателей является компания ZKTeco.

## Конвертеры среды
Служат для подключения аппаратных модулей СКУД друг к другу и к ПК. Например, являются популярными конверторы RS-485 ↔ RS-232 и RS-485 ↔ Ethernet. Некоторые контроллеры СКУД уже имеют встроенный интерфейс Ethernet, позволяющий без использования каких-либо дополнительных устройств подключаться к ПК и связываться друг с другом.

## Вспомогательное оборудование
Блоки бесперебойного питания, дверные доводчики, датчики открывания двери, кнопки, провода, видеонаблюдение и т. д.

## Программное обеспечение
Не является обязательным элементом системы контроля доступа, используется в случае, когда требуется обработка информации о проходах, построение отчетов, либо когда для начального программирования, управления и сбора информации в процессе работы системы необходимо сетевое программное обеспечение, устанавливаемое на один или несколько ПК, соединенных в сеть.
Все СКУД можно отнести к двум большим классам или категориям: сетевые системы и автономные системы.

## Сетевые системы
В сетевой системе все контроллеры соединены с компьютером, что дает множество преимуществ для крупных предприятий, но совсем не требуется для «однодверной» СКУД. Сетевые системы удобны для больших объектов (офисы, производственные предприятия), поскольку управлять даже десятком дверей, на которых установлены автономные системы, становится чрезвычайно трудно. Незаменимы сетевые системы в следующих случаях:
- если необходимо реализовать сложные алгоритмы допуска групп сотрудников с разными привилегиями в разные зоны предприятия и иметь возможность оперативно их изменять;
- если необходимо выборочно удалять или создавать пропуска (метки) для большого количества точек прохода или для большого количества сотрудников (большая текучка и утери пропусков);
- если необходима информация о произошедших ранее событиях (архив событий) либо требуется дополнительный контроль в реальном времени. Например, в сетевой системе существует функция фотоверификации: на проходной при поднесении входящим человеком идентификатора к считывателю, служащий (вахтер, охранник) может на экране монитора видеть фотографию человека, которому в базе данных присвоен данный идентификатор, и сравнить с внешностью проходящего, что подстраховывает от передачи карточек другим людям;
- если необходимо организовать учёт рабочего времени и контроль трудовой дисциплины;
- если необходимо обеспечить взаимодействие (интеграцию) с другими подсистемами безопасности, например, видеонаблюдением или пожарной сигнализацией).

В сетевой системе из одного места можно не только контролировать события на всей охраняемой территории, но и централизованно управлять правами пользователей, вести базу данных. Сетевые системы позволяют организовать несколько рабочих мест, разделив функции управления между разными сотрудниками и службами предприятия.
В сетевых системах контроля доступа могут применяться беспроводные технологии, так называемые радиоканалы. Использование беспроводных сетей зачастую определяется конкретными ситуациями: сложно или невозможно проложить проводные коммуникации между объектами, сокращение финансовых затрат на монтаж точки прохода и т. д.
Существует большое количество вариантов радиоканалов, однако в СКУД используются только некоторые из них.
- Bluetooth. Данный вид беспроводного устройства передачи данных представляет собой аналог Ethernet. Его особенность заключается в том, что отпадает необходимость прокладывать параллельные коммуникации для объединения компонентов при использовании интерфейса RS-485.
- Wi-Fi. Основное преимущество данного радиоканала заключается в большой дальности связи, способной достигать нескольких сотен метров. Это особенно необходимо для соединения между собой объектов на больших расстояниях (?). При этом сокращаются как временные, так и финансовые затраты на прокладку уличных коммуникаций.
- ZigBee. Изначально сферой применения данного радиоканала была система охранной и пожарной сигнализации. Технологии не стоят на месте и активно развиваются, поэтому ZigBee может использоваться и в системах контроля доступа. Данная беспроводная технология работает в нелицензируемом диапазоне 2,45 ГГц.
- GSM. Преимущество использования данного беспроводного канала связи — практически сплошное покрытие. К основным методам передачи информации в рассматриваемой сети относятся GPRS,SMS и голосовой канал.

Нередки ситуации, когда установка полноценной системы безопасности может оказаться неоправданно дорогой для решения поставленной задачи. В таких ситуациях оптимальным решением будет установка автономного контроллера на каждую из точек прохода, которые необходимо оборудовать доступом.

## Автономные системы
Автономные системы дешевле, проще в эксплуатации, не требуют прокладки сотен метров кабеля, использования устройств сопряжения с компьютером, самого компьютера.
При этом к минусам таких систем относится невозможность создавать отчеты, вести учёт рабочего времени, передавать и обобщать информацию о событиях, управляться дистанционно.
При выборе автономной системы с высокими требованиями по безопасности рекомендуется обратить внимание на следующее:
- Считыватель должен быть отделен от контроллера, чтобы провода, по которым возможно открывание замка, были недоступны снаружи.
- Контроллер должен иметь резервный источник питания на случай отключения электропитания.
- Предпочтительно использовать считыватель в вандалозащищенном корпусе.

В составе автономной системы контроля доступа используются также электронные замки, передающие информацию по беспроводным каналам связи: в двери устанавливается механический замок с электронным управлением и встроенным считывателем. Замок по радиоканалу связан с хабом, который уже по проводам обменивается информацией с рабочей станцией, на которой установлено программное обеспечение.
Для автономной системы возможно использовать «обратный метод», когда на контрольных точках устанавливаются идентификаторы, а сотрудники отмечаются считывателем-контроллером, впоследствии данные передаются при первой возможности — появление связи у считывателя. Этот метод удобно использовать, например, в местах где отсутствует связь, возможность прокладки электропитания или других коммуникаций. Также «обратный метод» может использоваться для контроля патрулирования больших периметров: после обхода территории или по окончании смены охранник сдаёт на проверку контроллер, в котором записаны все пройденные контрольные точки с указанием последовательности прохода и времени прохода каждой точки.

## Дополнительные возможности
- GSM модуль, который позволяет посылать SMS с информацией о проходе (используется, например, в школах)[3].
- для сетевой СКУД (также некоторые автономные системы) — возможность удаленного управления по сети Интернет (например, для управления системой контроля доступа из центрального офиса, если предприятие имеет множество филиалов).
- комплекс для персонализации пластиковых карт (принтер для печати на пластиковой карте данных владельца, в том числе, фотографии).
- режим «антипассбэк» — если человек уже прошёл на охраняемую территорию, то повторное предъявление его идентификатора на вход будет запрещено (пока карта не будет предъявлена на выход), что исключит возможность прохода по одной карте двух и более человек. При этом сетевая СКУД позволяет организовать такой режим на всех точках прохода, объединённых в сеть, что обеспечивает полнофункциональную защиту по всему периметру контролируемой территории.

## Применение СКУД
Сферы применения СКУД разнообразны:
- офисы компаний, бизнес-центры;
- банки;
- учреждения образования (школы, техникумы, вузы);
- промышленные предприятия;
- охраняемые территории;
- автостоянки, парковки;
- места проезда автотранспорта;
- частные дома, жилые комплексы, коттеджи;
- гостиницы;
- общественные учреждения (спорткомплексы, музеи, метрополитен и др.)

## Основные типы компаний на рынке
- Производители
- Дистрибьюторы
- Проектировщики
- Интеграторы
- Торговые дома
- Монтажные организации
- Конечные заказчики

- Крупные конечные заказчики (имеют собственную службу безопасности)

## Стандартизация
- В России действует ряд национальных стандартов, связанных с контролем доступа:
  - ГОСТ Р 51241—2008 «Средства и системы контроля и управления доступом. Классификация. Общие технические требования. Методы испытаний»
  - ГОСТ Р 54831—2011 «Системы контроля и управления доступом. Устройства преграждающие управляемые. Общие технические требования. Методы испытаний»
- В индустрии существуют устоявшиеся стандартные способы решения тех или иных задач. К ним относится использование EIA-485 (RS-485) для передачи данных между контроллерами и программным обеспечением, использование интерфейсов Wiegand или 1-Wire для передачи данных идентификации контроллеру СКУД.

## Популярные в России СКУД
- Sigur - российский производитель, разработка оборудования и программного обеспечения с 2006 года. Прекрасно масштабируется, подходят как для небольших предприятий, так и для крупных корпораций. Интегрируется с системой видеонаблюдения Trassir и ее аналитическими возможностями.
- Trassir - российский производитель. Работает с контроллерами и считывателями TRASSIR, а также с оборудованием СКУД других производителей. Интегрируется с системой видеонаблюдения Trassir.
- PERCo - российский производитель, на рынке с 1988 года. В настоящее время производит системы контроля доступа и учета рабочего времени, парковочные системы, турникеты различной конструкции, замки и шлагбаумы.
- RusGuard - российский производитель, на рынке с 2010 года. Производят полный спектр оборудования, а также разрабатывают собственное ПО для ПК и мобильных устройств.
- Parsec - российский производитель. Разрабатывает и производит система контроля доступа ParsecNET, оборудование для бесконтактной идентификации и системы дальней идентификации.